# Dhansiri Nadi
Der Dhansiri Nadi ist ein etwa 125 km langer rechter Nebenfluss des Brahmaputra in Bhutan und im indischen Bundesstaat Assam. Er ist nicht zu verwechseln mit dem Dhansiri, einem linken Nebenfluss des Brahmaputra.
Der Dhansiri Nadi entspringt im Südosten von Bhutan in den südlichen Höhenkämmen des Himalaya auf einer Höhe von etwa 4250 m. Er durchfließt das Gebirge in südöstlicher Richtung. Dabei durchquert er die Wildschutzgebiete Sakteng und Jomotsangkha. Bei Flusskilometer 60 erreicht er bei der Ortschaft Jomotsangkha die Grenze zu Indien und das Tiefland von Assam. Er nimmt von Norden einen größeren Nebenfluss auf. Nach Süden zweigt ein Bewässerungskanal ab. Anschließend fließt er 15 km weiter nach Südosten und bildet dabei einen verflochtenen Fluss. Nun wendet sich der Dhansiri Nadi nach Süden. Etwa 14 km oberhalb der Mündung erreicht der Dhansiri Nadi ein Feuchtgebiet am Nordufer des Brahmaputra. Dieses gehört zum Orang-Nationalpark. Der Dhansiri Nadi fließt westlich an dem Areal vorbei und mündet in den Brahmaputra. In Bhutan durchquert der Fluss die Distrikte 
Trashigang und Samdrup Jongkhar, in Indien die Distrikte Udalguri und Darrang. Der Dhansiri Nadi entwässert ein Areal von etwa 1620 km², wovon 735 km² in Bhutan liegen.